# Zapad napięcia
Zapad napięcia zasilającego – jest to nagłe zmniejszenie napięcia zasilającego do wartości w przedziale od 90% do 1% napięcia deklarowanego {\displaystyle U_{c},} po którym, w krótkim czasie, następuje wzrost napięcia do poprzedniej wartości. Umownie czas trwania zapadu napięcia wynosi od 10 ms do 1 minuty. Głębokość zapadu napięcia definiowana jest jako różnica między minimalną wartością skuteczną w czasie zapadu a napięciem deklarowanym. Zapady powodowane są zazwyczaj przez zwarcia występujące w instalacji odbiorców lub w publicznych sieciach rozdzielczych. Są zdarzeniami nieprzewidywalnymi, głównie losowymi. Roczna gęstość ich występowania zmienia się znacznie w zależności od rodzaju sieci zasilającej i miejsca obserwacji. Ponadto ich rozkład w ciągu roku może być nieregularny.

## Parametry zapadów napięcia
Istnieje wiele parametrów opisujących zapady napięcia. W przypadku zapadów jednofazowych są to na przykład:
- Czas trwania zapadu
- Napięcie resztkowe zapadu {\displaystyle U_{res}}
- Strata napięcia zapadu {\displaystyle L_{V}}
- Energia zapadu napięcia {\displaystyle E_{vs}}
- Indeks zapadu napięcia {\displaystyle S_{e}}
- Indeks Jakości Energii (ang. Power Quality Index, RPM)

## Różnica pomiędzy zapadami i krótkimi przerwami w zasilaniu
Pojęcie przerwa w zasilaniu oznacza całkowite odizolowanie odbiorcy od źródła zasilania (U=0). W praktyce izolowana część sieci może zawierać źródła znaczącej energii zmagazynowanej w różnej formie, co sprawia, że podczas bardzo krótkich przerw napięcie nie osiąga wartości zerowej. Z drugiej strony, zapad napięcia może osiągnąć zerową wartość napięcia resztkowego. Taki zapad jest rzeczywistą przerwą, mimo że połączenie elektryczne odbiorcy ze źródłem zasilania nadal istnieje. Z tego powodu trudno jest rozróżnić za pomocą przyrządów pomiarowych, zapad napięcia od krótkiej przerwy w zasilaniu. Rozróżnienia zapadu od krótkiej przerwy dokonuje się przez wprowadzenie pewnego kilkuprocentowego napięcia granicznego (np. 1, 5, 10%). To samo zwarcie może spowodować niezależnie zapady i krótkie przerwy w zasilaniu w różnych punktach sieci.
Ogólnie można stwierdzić, że krótka przerwa w zasilaniu jest szczególnym przypadkiem zapadu napięcia.